# Krasninskij rajon (Oblast' di Smolensk)
Il Krasninskij rajon (in russo Краснинский район?) è un rajon dell'Oblast' di Smolensk, nella Russia europea; il capoluogo è Krasnyj. Istituito nella forma attuale nel 1965, ricopre una superficie di 1.507,7 chilometri quadrati.